# Gare de Hon-Kawagoe
La gare de Hon-Kawagoe (本川越駅, Hon-Kawagoe-eki) est une gare ferroviaire terminus de la ville de Kawagoe, dans la préfecture de Saitama au Japon. Elle est exploitée par la compagnie Seibu.

## Situation ferroviaire
La gare de Hon-Kawagoe marque la fin de la ligne Seibu Shinjuku.

## Histoire
La gare a été inaugurée le 21 mars 1895 sous le nom de gare de Kawagoe. La gare prend son nom actuel en 1940.

## Services aux voyageurs

### Accès et accueil
La gare dispose d'un bâtiment voyageurs, avec guichet, ouvert tous les jours.

### Desserte
- Ligne Seibu Shinjuku :

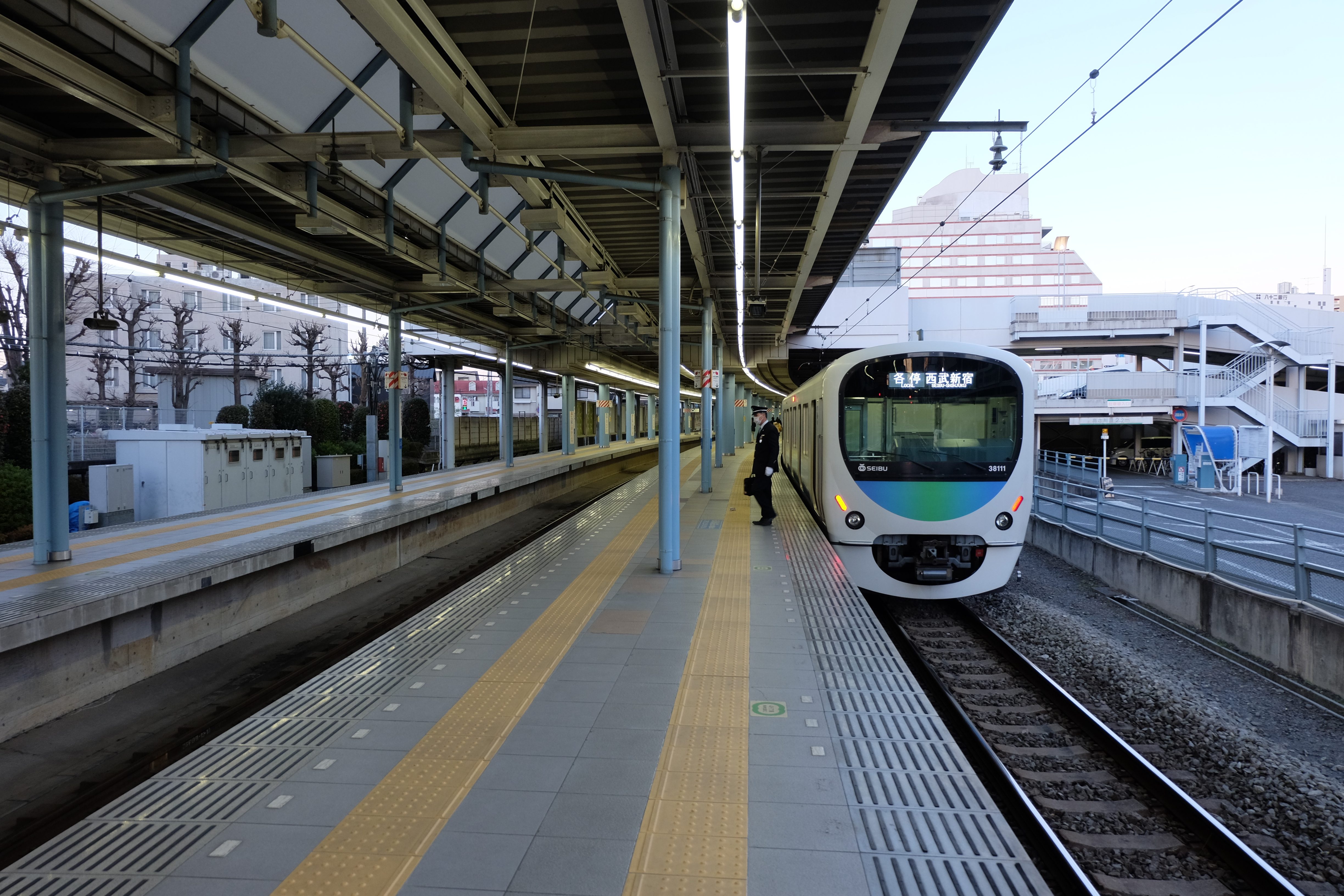
Vue des quais

  - voies 1, 2 et 4 : direction Tokorozawa et Seibu-Shinjuku

### Intermodalité
La gare de Kawagoe est située au sud de la gare et la gare de Kawagoeshi à l'ouest.